# Berlinianche
Berlinianche là chi thực vật có hoa trong họ Apodanthaceae.